# 培根起义

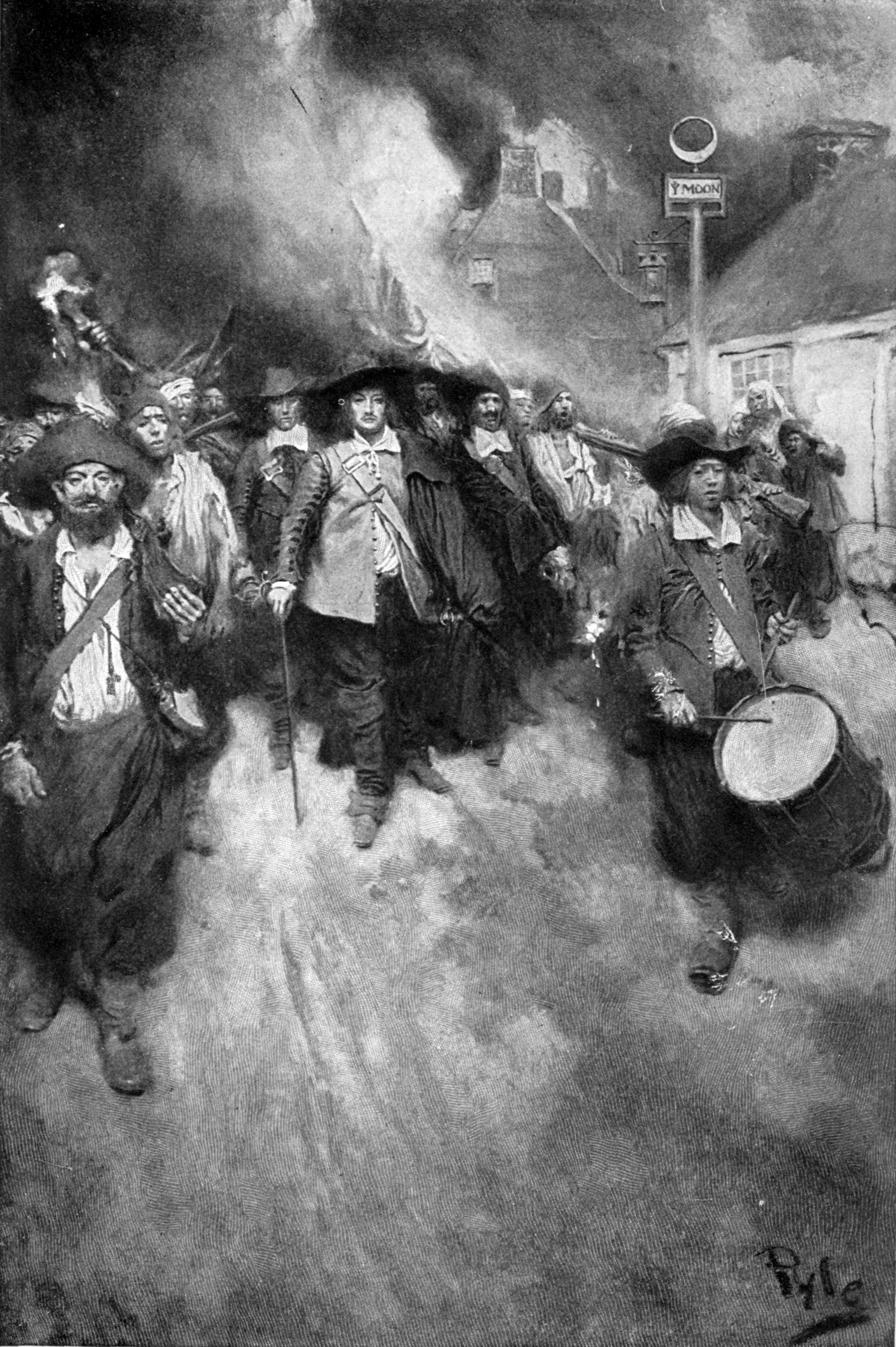
培根起义

培根起义（Bacon's Rebellion）是1676年至1677年间弗吉尼亚殖民地定居者發動的武装叛乱。當時在弗吉尼亞殖民的英国农民经常在不靠海的弗吉尼亞内陆部購買大量土地，但這些土地經常遭到美洲原住民的攻击。於是有声望一名农民纳撒尼尔·培根呼籲殖民地政府攻击美洲原住民并将其赶出弗吉尼亞，但是弗吉尼亞殖民地總督威廉·伯克利拒絕他的請求（因他與某些部落有貿易關係）。
1675年，一些美洲原住民袭击了維吉尼亞西部种植园，但总督威廉·伯克利沒有做出任何反应，這引发了大量内陆部农民的不满。1676年8月，培根等人率领部众攻击印第安人，于是总督威廉·伯克利将培根从总督顾问委员会中除名，而且宣布他非法叛乱。結果数千名維吉尼亞人發起反對威廉·伯克利的舉事，並将威廉·伯克利赶出詹姆斯敦，而且還烧毁了詹姆斯敦。1676年10月，培根染上痢疾身亡，後來总督威廉·伯克利又重新控制了維吉尼亞。 
雖然叛亂沒有達到將印第安人驅逐出維吉尼亞的最初目標，但它確實導致伯克利被召回英國。